# Brodiaea insignis
Brodiaea insignis ist eine Pflanzenart aus der Gattung Brodiaea in der Familie der Spargelgewächse (Asparagaceae). Dieser Endemit kommt nur im westlichen US-Bundesstaat Kalifornien vor.

## Beschreibung

### Vegetative Merkmale
Brodiaea insignis wächst als ausdauernde krautige Pflanze. Als Überdauerungsorgane werden Pflanzenknollen gebildet. Je Knolle werden während der Vegetationszeit ein bis sechs schmale Laubblätter produziert.

### Generative Merkmale
Die Blütezeit liegt in Kalifornien im Frühling von Mai bis Juni. Der schlanke Blütenstandsschaft ist 7 bis 24 Zentimeter lang. Endständig auf dem Blütenstandsschaft befindet sich ein offener, doldiger Blütenstand. Die Tragblätter hüllen auch, während der Blütenstand noch knospig ist, diesen nicht vollständig ein. Es sind auch Deckblätter vorhanden. Der Blütenstiel ist 2 bis 9 Zentimeter lang.
Die zwittrigen Blüten sind radiärsymmetrisch und dreizählig. Es sind zwei Kreise mit je drei Blütenhüllblättern vorhanden, die an ihrer Basis verwachsen sind. Die drei äußeren Blütenhüllblätter sind etwas schmaler als die inneren drei. Die sechs rosafarben bis rosa-purpurfarbenen Blütenhüllblätter sind zu einer bei einer Länge von 6 bis 9 Millimetern schmal-zylindrischen, undurchsichtigen Blütenröhre verwachsen, die sich nicht oberhalb des Fruchtknotens verengt und auch bis zur Fruchtreife nicht aufspringt. Die Blütenkrone ist insgesamt 14 bis 24 Millimeter lang und der freie Teil der Blütenhüllblätter ist meist mehr als doppelt so lang wie die Blütenröhre. Der freie Teil der Blütenhüllblätter ist bei einer Länge von 11 bis 15 Millimetern breit-ausgebreitet. Bei Brodiaea insignis befinden sich innerhalb der Blütenhüllblätter und mit diesen verwachsen drei sterile Staubblätter, also Staminodien, die kleinen Kronblättern ähneln und jeweils den äußeren Blütenhüllblättern gegenüber stehen. Bei den nahe der Staubblätter befindlichen, weißen und bei einer Breite von 6 bis 8 Millimetern relativ breiten Staminodien sind die Ränder 3/4 nach oben eingerollt und das obere Ende ist zweilappig. Die drei fertilen Staubblätter befinden sich gegenüber den inneren Blütenhüllblättern und sind gleichfalls an der Basis der Blütenhülle verwachsen. Die Basis der bei einer Länge von 1 bis 2 Millimetern linealischen Staubfäden ist verbreitert und bildet dreieckigen Flügel, es keine Anhängsel vorhanden oder sie sind nur schmal und unauffällig. Die Größe und Form der Staubblätter und der Strukturen an der Basis der Staubfäden sind wichtige Bestimmungsmerkmale für die Brodiaea-Arten. Die Staubbeutel sind bei einer Länge von 2 bis 4 Millimetern linealisch und das obere Ende besitzt einen Haken. Drei Fruchtblätter sind zu einem 4 bis 5 Millimeter langen, dreikämmerigen Fruchtknoten verwachsen. Der 4 bis 5 Millimeter lange Griffel endet in einer dreilappigen Narbe.
Die eiförmigen Kapselfrüchte öffnen sich fachspaltig = lokulizid. Die Samen sind schwarz.
Die Chromosomengrundzahl beträgt x = 16, es liegt Diploidie vor mit einer Chromosomenzahl von 2n = 32.

## Vorkommen und Gefährdung
Von Brodiaea insignis sind mehrere Fundort bekannt, die sich im kalifornischen Tulare County auf drei Gebieten entlang der Einzugsgebiete der Flüsse Kaweah und Tule befinden. Sie gedeiht im Gebirgsausläufer der Sierra Nevada im Waldland an offenen Standorten in Höhenlagen von 200 bis 500 Metern.
Die Populationen von Brodiaea insignis sind gefährdet. Die Gefährdung geht von Beweidung und anthropogener Entwicklung aus.

## Taxonomie
Die Erstbeschreibung des Basionym erfolgte 1922 (1921) als Varietät Brodiaea synandra var. insignis Jeps. durch Willis Linn Jepson in A Flora of California, Volume 1, 6, Seite 288. Den Rang einer Art Brodiaea insignis (Jeps.) T.F.Niehaus hat sie 1971 durch Theodore F. Niehaus in University of California Publications in Botany, Volume 60, Seite 52 erhalten.